# Marianna Amico Roxas
Marianna Amico Roxas (San Cataldo, 21 dicembre 1883 – San Cataldo, 24 giugno 1947) è stata una religiosa laica italiana, proclamata venerabile dalla Chiesa cattolica.
È stata la fondatrice della compagnia di Sant'Orsola (che era già stata istituita a Palermo nel 1912) a Caltanissetta (precisamente a San Cataldo), Catania, Piazza Armerina e Caltagirone, in ossequio al carisma di sant'Angela Merici.

## Biografia
È stata figlia di Rosario Amico Roxas (1840-1922) ex amministratore delle proprietà del principe Galletti, nonché proprietario di solfare in provincia di Caltanissetta, e Aurelia Maria Vassallo (1848-1926).
Desiderosa fin da ragazza di farsi suora, i genitori le impedirono di consacrarsi presso la congregazione delle suore bocconiste com'era suo desiderio. A 29 anni aderì alla compagnia di Sant'Orsola, conosciuta in Sicilia grazie dall'azione del cardinale Alessandro Lualdi, che aveva invitato la milanese Giulia Vismara a fare opera di proselitismo. Si consacrò coma suora laica e fondò in Sicilia la compagnia nel 1912. Operò con l'Azione Cattolica, nell'opera di assistenza ai poveri e nella catechesi.
Fondò altre sedi della compagnia a Catania, poi a Caltagirone e a Piazza Armerina.
È morta il 24 giugno 1947 nella sua città natale.

## Processo diocesano di beatificazione e canonizzazione
Il processo di beatificazione ha avuto iniziò il 14 dicembre 1988.
La fase diocesana del processo è stata chiusa a Caltanissetta nel 1991; mentre la Positivo super virtutibus è stata completata nel 1999.
Il processo di beatificazione è in itinere a Roma presso la Congregazione per le Cause dei Santi.
Il 19 dicembre 2011 papa Benedetto XVI ha emanato il decreto sulle eroicità delle virtù della serva di Dio Marianna Amico Roxas, dichiarandola venerabile
Il corpo di Marianna Amico Roxas è custodito all'interno del chiesa madre di San Cataldo.

## Galleria d'immagini

Ritratto di Marianna Amico Roxas
Tomba di Marianna Amico Roxas nella chiesa madre di San Cataldo
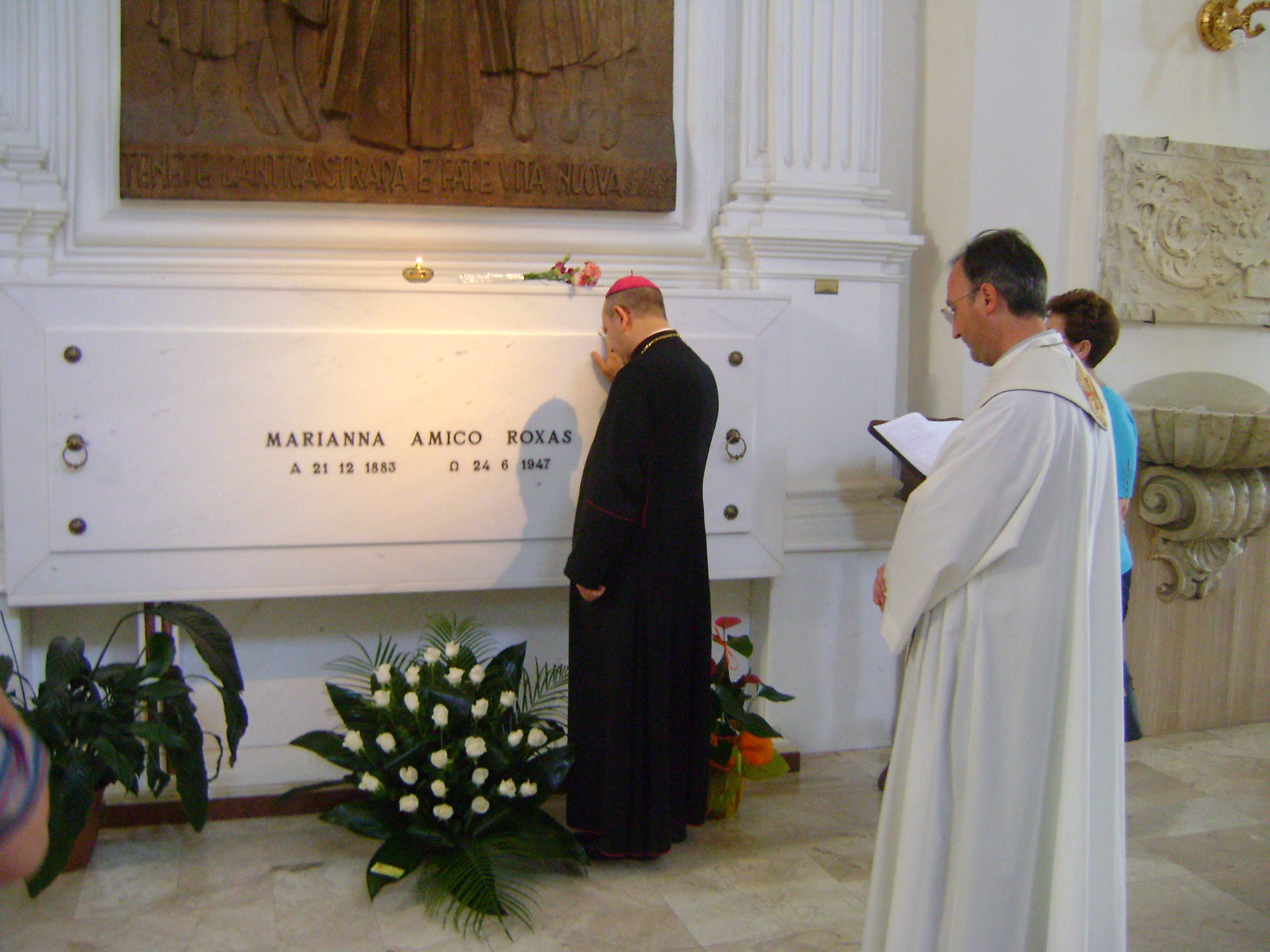
Tomba di Marianna Amico Roxas nella chiesa madre di San Cataldo con il vescovo Mario Russotto e l'arciprete Biancheri
Funerale di Marianna Amico Roxas, il 25 giugno 1947, nella chiesa madre di San Cataldo